# Gérard Ségura (chasse sous-marine)
Cet article concerne un chasseur sous-marin français. Pour l'homme politique français, voir Gérard Ségura.
Gérard Ségura est un chasseur sous-marin français, licencié à l'ASPTT Marseille.

## Palmarès
- Vice-champion du monde par équipes en 1981 (à Florianópolis (Brésil)) (avec Jean-Baptiste Esclapez);
- 3e du championnat du monde par équipes en 1987 (à Istanbul (Turquie)) (avec J-B. Esclapez);
- Champion d'Europe individuel en 1997 (à Marseille)[1];
- Champion d'Europe par équipes en 1997 (à Marseille);
- Champion de France.

## Vidéothèque
- Les secrets de la chasse à trou, 1999